# Storkespringvandet
La Storkespringvandet  se encuentra en Amagertorv en el centro de Copenhague, la ciudad capital del país europeo de Dinamarca. Fue un regalo para el príncipe heredero Federico (posteriormente Federico VIII) y para la princesa Luisa, en ocasión de sus bodas de plata en 1894. Representa tres cigüeñas a punto de partir.
Desde 1950 ha sido una tradición bailes alrededor de la fuente. La fuente consiste en un recipiente de nueve lados de piedra. Recoge el agua del cuenco de bronce en la parte superior y hay tres pequeñas cascadas alrededor de los bordes de un pedestal central. El pedestal está decorado con relieves de plantas acuáticas, lanzando chorros de agua. En una sección en el pedestal se encuentran tres grandes pájaros, cada uno a punto de irse en su dirección.